# Symphlebia tessellata
Symphlebia tessellata là một loài bướm đêm thuộc phân họ Arctiinae, họ Erebidae.